# Joshua Norton
Joshua Abraham Norton (Anglaterra, 4 de febrer de 1818 - San Francisco, Califòrnia, 8 de gener de 1880), també conegut com a Emperador Norton, fou un ciutadà de San Francisco que s'autoproclamà «Norton I, Emperador dels Estats Units» el 1859. Més endavant assumí el títol secundari de «Protector de Mèxic». Norton nasqué a Anglaterra però invertí gairebé tota la seva vida a Sud-àfrica. Després de la mort dels seus pares, salpà cap a l'oest i arribà a San Francisco, probablement el novembre de 1849.
Norton inicialment es guanyà la vida com a home de negocis, però perdé tota la seva fortuna invertint en arròs del Perú aprofitant que escassejava el provinent de la Xina; comprà arròs a 12 centaus la lliura a uns vaixells peruans, però seguidament arribaren més vaixells peruans i provocaren la caiguda del preu fins a 4 centaus. Després de perdre el plet en què intentava anul·lar la seva compra d'arròs, Norton va ressorgir el setembre del 1859 després d'autoproclamar-se Emperador dels Estats Units.
Norton no tengué poder polític formal; tanmateix, rebé un tracte deferencial a San Francisco i la divisa al seu nom s'acceptava en els establiments que freqüentava. Alguns el consideraven un excèntric o mentalment desequilibrat, però la majoria de ciutadans de San Francisco celebraven la seva presència reial i les seves proclames, com per exemple l'ordre de dissoldre el Congrés dels Estats Units per la força i els seus nombrosos decrets reclamant un pont que connectés San Francisco i Oakland i un túnel sota la badia de San Francisco. El 8 de gener de 1880, Norton col·lapsà a una cantonada de la ciutat i morí abans de poder rebre assitència mèdica. Més de 10.000 persones sortiren als carrers de San Francisco per rendir-li homenatge al seu funeral. Norton ha servit com a base literària de diversos personatges de Mark Twain, Robert Louis Stevenson, Christopher Moore, Morris i René Goscinny, Selma Lagerlöf i Neil Gaiman.